# I've Got You Under My Skin
"I've Got You Under My Skin" é uma canção de jazz escrita pelo compositor americano Cole Porter em 1936. Foi introduzida naquele ano no filme musical Born to Dance (1936), no qual teve interpretação da atriz Virginia Bruce. Foi indicada ao Oscar de Melhor Canção Original naquele ano, mas perdeu para "The Way You Look Tonight". Já em seu ano de lançamento ganhou covers de Ray Noble e sua orquestra (vocal de Al Bowlly) e também orquestrado pelo maestro Hal Kemp com vocais de Skinnay Ennis.
A música tornou-se um clássico do jazz sendo regravada por muitos artistas, dos covers mais famosos são os de Frank Sinatra em 1956 a qual virou uma das suas canções-assinatura e em 1990 pela sueca Neneh Cherry.

## Desempenho nas tabelas musicais
Louis Prima e Keely Smith
| Tabela (1959)        | Pico |
| -------------------- | ---- |
| US Billboard Hot 100 | 95   |

The Four Seasons
| Tabela (1966)          | Pico |
| ---------------------- | ---- |
| Canada RPM Top Singles | 9    |
| UK Singles (OCC)       | 12   |
| US Billboard Hot 100   | 9    |
| US CashBox Top 100     | 9    |

 
|

### Gráfico de fim-de-ano
The Four Seasons
| Tabela (1966)                   | Rank |
| ------------------------------- | ---- |
| US (Joel Whitburn's Pop Annual) | 108  |

## Versão de Frank Sinatra
"I've Got You Under My Skin" foi regravada por Frank Sinatra com arranjos de Nelson Riddle, acompanhado por Irv Cottler na bateria e um solo de trombone lento feito por Milt Bernhart nos estúdios Melrose Avenue da Capitol para seu álbum Songs for Swingin' Lovers!. Outros musicistas na canção incluem George Roberts (trombone baixo) e Harry "Sweets" Edison (trompete), junto com vários não creditados para a instrumentação restante (cinco saxofones, mais dois trombones, mais três trompetes, contrabaixo, dois violões e 16 instrumentos de corda orquestrais). A sessão de gravação foi realizada na Voyle Gilmore e analisada por John Palladino. Nelson Riddle admirava Maurice Ravel e disse que o arranjo da canção foi inspirado na composição de Ravel para a peça Bolero.
A faixa acabou se tornando uma das canções assinatura do Frank Sinatra mesmo antes sendo gravada primeiramente pelo Cole Porter. A nova versão feita por Sinatra aparece no videogame Batman: Arkham Knight (2015) e na comédia romântica What Women Want (2000). O próprio cantor regravou a música anos depois; primeiro em 1963 para a coletânea Sinatra's Sinatra que compilava às músicas preferidas do intérprete e três anos depois ele relançou desta vez ao vivo para o álbum Sinatra at the Sands (1966) com Count Basie e orquestra. Outra versão dela é um dueto eletronicamente montado com Frank Sinatra e o vocalista do U2, Bono, no álbum Duets (1993) do Sinatra. A faixa foi lançada em um "lado A duplo" com "Stay (Faraway, So Close!)" da banda e o single alcançou a quarta posição nas paradas do Reino Unido. Frank Sinatra Jr., filho do intérprete tem como principal tradição executar a canção em seus concertos.

## Versão de Neneh Cherry
A interpretação da cantora, compositora e rapper sueca Neneh Cherry de "I've Got You Under My Skin" foi lançada como single principal do álbum beneficente Red Hot + Blue em setembro de 1990 e alcançou a 25ª posição na parada de singles do Reino Unido. Além disso, foi um hit top 10 na Grécia e entrou no top 20 na Holanda e na Suécia. Ganhou aclamação da crítica especializada. O videoclipe oficial recebeu a direção Jean-Baptiste Mondino. Cherry substituiu a maior parte da letra por um rap sobre vítimas de AIDS e como a sociedade reage a elas. Da letra original de Cole Porter, ela manteve apenas os quatro primeiros versos e "Use your mentality, wake up to reality".

### Recepção
William Ruhlmann da AllMusic, descreveu a música como uma das "reinterpretações mais radicais" do Red Hot + Blue. David Browne para a Entertainment Weekly, sentiu que o lirismo têm uma urgência especial na "tomada austera e impulsionada pela linha de baixo" de Cherry em "I've Got You Under My Skin", porque a música começa com um rap sobre a AIDS. Paul Lester escrevendo para a Melody Maker, afirmou: "praticamente irreconhecível em relação à pepita de piano original, suave e tilintante, amada por cantores de pub e oportunistas dos shows de talentos do mundo todo". Ele explicou: "A versão de Neneh começa com um rap, leva a um rabisco de baixo emborrachado de "White Lines", antes que pancadas de aço e palmas programadas envolvam a música em uma caixa de metal brilhante. Nada mal". A revista pan-europeia Music & Media a chamou de uma "versão totalmente melancólica da velha canção de Cole Porter, uma produção esplêndida [que lembra] "Baby Afrika Bambaataa" dos Jungle Brothers".
Nick Robinson, da Music Week, declarou: "Com sua atmosfera e assunto sombrios, é horripilante, mas eficaz"." Gavin Martin em sua coluna no New Musical Express, escreveu: "Sua versão provocativa [...] não apenas reafirma seu status como a irmã soul mais direta e perspicaz do hip-hop, mas também combina sensibilidade com invectiva em um refrão elegante e misterioso". Parry Gettelman, do Orlando Sentinel, descobriu que a cantora "desconstrói assustadoramente "I've Got You Under My Skin" e injeta nela uma mensagem sobre o sexo seguro para o público do hip-hop. James Hunter em sua review para o disco na revista Rolling Stone, comentou que as "inovações genuínas" de Cherry definem o tom do álbum. O crítico Marc Andrews no periódico Smash Hits sentiu que a faixa "é o mais próximo do que qualquer um dos outros artistas chega de realmente transmitir a mensagem". Na Spin, o crítico Chris Norris, elogiou a versão "assustadoramente metafórica" da música que anteriormente era um padrão de jazz.

### Desempenho nas tabelas musicais

#### Tabelas Semanais
| Tabela (1990)                         | Pico |
| ------------------------------------- | ---- |
| Australia (ARIA)                      | 61   |
| Bélgica (Ultratop 50 de Flandres)     | 27   |
| Europe (Eurochart Hot 100)            | 52   |
| Alemanha (Offizielle Deutsche Charts) | 23   |
| Greece (IFPI)                         | 6    |
| Países Baixos (Dutch Top 40)          | 14   |
| Países Baixos (Single Top 100)        | 14   |
| Nova Zelândia (Recorded Music NZ)     | 32   |
| Suécia (Sverigetopplistan)            | 16   |
| Suíça (Schweizer Hitparade)           | 25   |
| Reino Unido (UK Singles Chart)        | 25   |

#### Gráfico de fim-de-ano
| Tabela (1990)       | Posição |
| ------------------- | ------- |
| Suécia (Topplistan) | 76      |

##### Histórico de lançamento
| Região | Data                   | Formato(s)            | Gravadora(s) | Ref.   |
| ------ | ---------------------- | --------------------- | ------------ | ------ |
| Europa | 17 de Setembro de 1990 | 7' vinyl 12' vinyl CD | Circa Virgin | [ 39 ] |
| Japão  | 21 de Novembro de 1990 | Mini-CD               | Circa Virgin | [ 43 ] |

## Outras regravações
"I've Got You Under My Skin" teve várias regravações além dos já citados Frank Sinatra e Neneh Cherry. Uma das mais conhecidas é o da banda The Four Seasons que em agosto de 1966 a lançou junto com a "Huggin' My Pillow" no lado B alcançando um relativo sucesso. Está versão é mais voltada para o blue-eyed soul e também foi produzida por Voyle Gilmore que anteriormente trabalhou na mesma canção só que com Frank Sinatra. A minissérie O Quinto dos Infernos (2002) inclui o cover feito pelos The Four Seasons em sua trilha sonora. O espanhol Julio Iglesias regravou a canção duas vezes: a primeira em 2001 para o álbum Ao Meu Brasil e a segunda vez em 2004 no Love Songs. Enquanto a artista Gloria Gaynor transforma a "I've Got You Under My Skin" em disco music.
A interpretação de Diana Krall foi incluída na trilha sonora da novela Mulheres Apaixonadas (2003) sendo o tema do casal Helena (Christiane Torloni) e César (José Mayer). Enquanto Eterna Magia (2007) tem a versão da dupla de MPB Cidia e Dan. Outro dueto da canção é feito por Lady Gaga com Tony Bennett na edição deluxe do álbum Love for Sale. As outras regravações de "I've Got You Under My Skin" incluem: Ella Fitzgerald, Michael Bublé, Rod Stewart e Peggy Lee.